# 빅터 아니체베
빅터 치네두 아니체베(Victor Chinedu Anichebe, 1988년 4월 23일, 나이지리아 라고스 ~ )는 나이지리아 출신의 전 프로 축구 선수이다. 태어난 곳은 나이지리아의 대도시 라고스이지만 그가 아주 어렸을 때 그의 가족은 리버풀 지역으로 옮겨왔다. 에버튼에서 축구선수로써의 생활을 시작했고 2013년 웨스트브로미치 앨비언으로 이적하였다. 아니체베는 민첩하고 파워풀한 플레이스타일을 선보인다. 그의 포지션은 공격수로 주로 센터 포워드에서 플레이하지만, 오른쪽 윙어도 소화가 가능하다.